# Poinson-lès-Nogent
Poinson-lès-Nogent ist eine französische Gemeinde mit 142 Einwohnern (Stand 1. Januar 2022) im Département Haute-Marne in der Region Grand Est. Sie gehört zum Kanton Nogent und zum Arrondissement Chaumont. Die Bewohner werden Poinsonnais und Poinsonnaises genannt.

## Lage
Die Gemeinde Poinson-lè-Nogent liegt in einem Seitental der Traire, 23 Kilometer südöstlich von Langres.  Sie ist umgeben von den Nachbargemeinden Nogent im Norden, Sarrey im Nordosten, Chauffourt im Südosten, Dampierre im Süden sowie Vitry-lès-Nogent im Westen. Im Süden hat Poinson-lès-Nogent mit sechs Windkraftanlagen einen Anteil an einem Windpark.

## Bevölkerungsentwicklung
| Jahr                       | 1962 | 1968 | 1975 | 1982 | 1990 | 1999 | 2008 | 2018 |
| -------------------------- | ---- | ---- | ---- | ---- | ---- | ---- | ---- | ---- |
| Einwohner                  | 199  | 192  | 164  | 161  | 152  | 145  | 150  | 142  |
| Quellen: Cassini und INSEE |      |      |      |      |      |      |      |      |

## Sehenswürdigkeiten
- Kirche Saint-Léger